# Antonin Victor Thévenau
Antonin Victor Thévenau (1814 - 1876) fue un taxónomo, y botánico francés.

## Algunas publicaciones[4]
- 1864. Rapports sur deux herborisations faites en juin 1862 par la Société botanique de France, aux environs de Béziers, rédigés... "Bull. de la Société botanique de France" IX: 1-9

- 1859. Manipulus plantarum advenarum circa Agathan crescentium. Enumération des plantes étrangères qui croissent aux environs d'Agde et principalement au lavoir à laine de Bessan, par M. Gustave Lespinasse,... et M. Antonin Théveneau, Note sur une plante nouvelle trouvée au Port-Juvénal, par M. Gustave Lespinasse

- 1859. "Euxolus crispus Lesp. & Thévenau." Bull. de la Société Botanique de France 6: 656
- La abreviatura «Thévenau» se emplea para indicar a Antonin Victor Thévenau como autoridad en la descripción y clasificación científica de los vegetales.[5]